# Gäddtjärnen (Fryksände socken, Värmland, 666289-133824)
Gäddtjärnen är en sjö i Torsby kommun i Värmland och ingår i Göta älvs huvudavrinningsområde.